# Torpedo marmorata
A tremelga-marmoreada (Torpedo marmorata) é um peixe do gênero Torpedo. Alimenta-se de noite, paralisando as presas com descargas de 200 volts, produzida por dois órgãos elétricos que possui na cabeça.
Mede cerca de 80 a 150 cm de comprimento e nada entre os 10 e os 450 metros de profundidade.